# Schizothorax gongshanensis
Schizothorax gongshanensis är en fiskart som beskrevs av Tsao, 1964. Schizothorax gongshanensis ingår i släktet Schizothorax och familjen karpfiskar. Inga underarter finns listade i Catalogue of Life.